# 聖傑靈女子中學
聖傑靈女子中學（英語：St. Catharine's School for Girls ，或簡稱SCSG、St. Cat）是一所位於香港觀塘區半山的基督教英文女子中學，由聖公會創辦，是觀塘區其中一間最早設立的英文中學。聖傑靈校名取自生長在埃及亞歷山卓的女聖人聖傑靈，亦寄喻「人傑地靈」的意思。

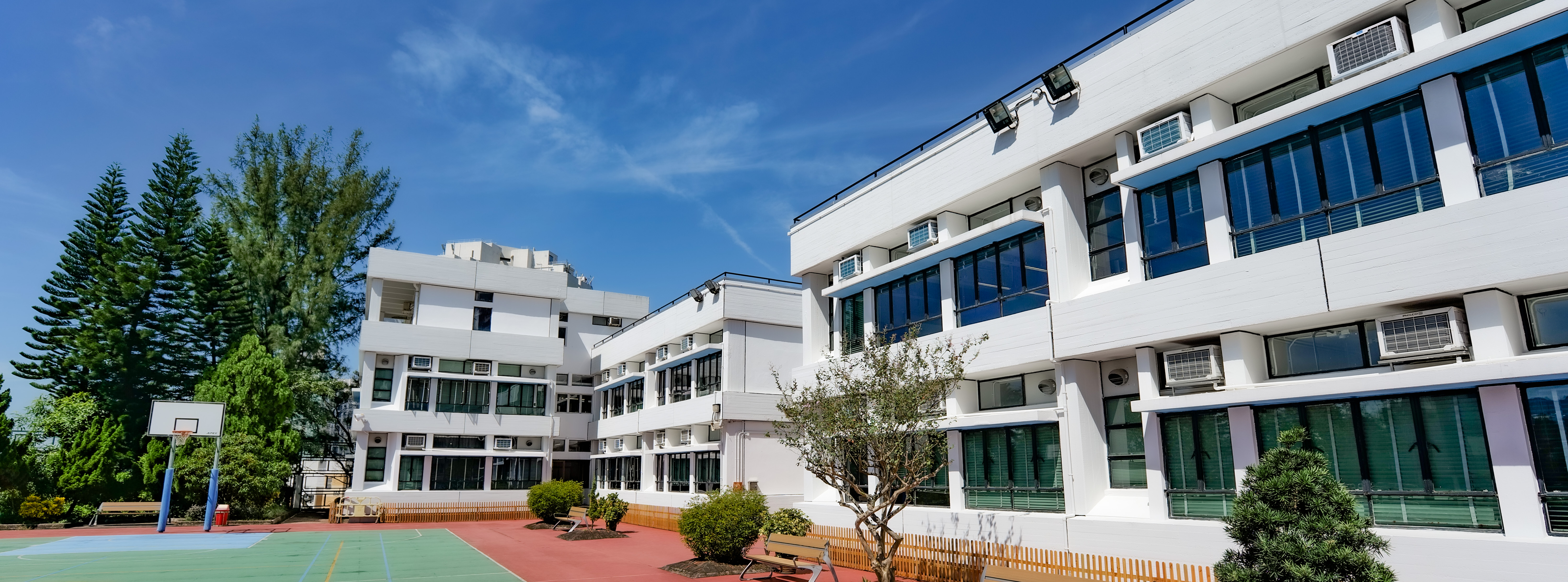

## 歷史

### 大事年表
- 1965年：政府接觸何明華會督，商討於觀塘區籌辦一所女子中學。學校選址樂意山（亦稱鱷魚山）。
- 1968年：開辦五班中一，分別為文、理、商、工及職訓五科。
- 1969年：校舍正式啟用。港督戴麟趾爵士光臨主持校舍的啟用儀式。
- 1972年：第一屆學生會成立。
- 1975年：第一屆樂意日（Fun Fair）舉行，自此成為一年一度的傳統校園盛事。
- 1978年：學校小聖堂啟用，白約翰會督主持開幕儀式。
- 2002年：歷時三年的校舍擴建工程完成，八層高的新教學樓（Block C）正式啟用。
- 2003年：創校三十五周年，成立校史館。
- 2005年：學校小聖堂完成翻新。
- 2006年：獲政府優質教育基金撥款，新設英語角、雅悅軒、多媒體學習室、創意媒體中心及健身室等特別學習室。
- 2008年：創校四十周年，連接禮堂及主教學樓的姬達坊舉行命名儀式。
- 2013年：創校四十五周年，舉辦校慶感恩崇拜。
- 2018年：創校五十周年，舉辦連串慶祝活動，包括校慶感恩崇拜、校慶金禧音樂劇、校慶音樂會、城門河步行馬拉松等，並於九龍灣國際展貿中心舉辦校友聚餐。同年，葉禮學生中心啟用。
- 2021年：校本資優課程Apex計劃啟動。
- 2022年：創科教室STEAM Room啟用，並舉辦第一屆STEAM for Girls傑靈盃：小學AI智能挑戰賽。
- 2023年：創校五十五周年，舉辦校慶感恩崇拜及校慶音樂會。
- 2024年：學校創立醫學會，培育僕人領袖。

### 歷任校監
- 張志明牧師（The Revd. Dr. Eric Chong Chi Min，1993 - 2000、2003-2004）
- 王鳳儀律師（Ms. Wong Fung Yi，2000 - 2003）
- 歐陽兆基牧師（The Revd. Tony Au Yeung Siu Kei ，2004 - 2019）
- 倪錫水先生（Mr. Ngai Sik Shui ，2019 – 現在）

### 歷任校長
- 班佐時牧師（The Revd. Dr. Joyce M Bennett，O.B.E.，1968 - 1983）
- 劉李國建女士（Mrs. Lau Li Kwok Kin, Clara，1983 - 1994）
- 申龐得玲博士（Dr. Sun Pong Tak Ling，1994 - 2008）
- 香玉梅女士（Ms. Heung Yuk Mui，2008 - 2024）
- 關智權先生（Mr. Kwan Chi Kuen，2024 - 現在）

## 校訓及宗旨
校訓
- 勇敢、溫婉、誠懇（Brave, Gentle, Sincere）

宗旨
- 循循善誘，進德展才，琢玉成器，造就人材（To deliver quality education to students, making them virtuous, all-round and knowledgeable.）

## 班制和社堂
班制及班名由來
1968年九月，學校開設五班中一，第一任校長班佐時牧師認為，若是將五班的命名由一甲順次稱至一戊有欠周詳，因為甲至戊這種帶有等級差別性質的稱謂，容易令人誤以為班級的編制是以學生成績之優劣作為劃分的標準，因此，班佐時牧師從新約聖經中選取了五位可作為同學們良好典範的女性，以她們的名字為班社命名。這些名字分別為：
- 馬利亞Mary：專心聆聽主道
- 馬太Martha：精通廚藝，認真接待主耶穌
- 多加Dorcas：擅長縫製衣服，樂於賙濟窮人
- 百基拉Priscilla：熱心教會事工
- 菲比Phoebe：教會執事，熱心助人

在創校的第十年（1977-78年），加開了兩班浮動班級，分別以舊約中的女性拿俄米Naomi和路得Ruth命名。1987年，Naomi班取消。
- 路得Ruth：身為外邦人卻願意跟隨離鄉多年的奶奶拿俄米Naomi返回希伯來族，侍親至孝
- 拿俄米Naomi：路得的奶奶，處處為路得設想

2009-2010學年開始，由於課室不敷應用，中一改為5班，分別為 Dorcas、Martha、Mary、Phoebe、Priscilla，Ruth班取消。2014-2015學年，完成班級調整，中一至中六每級均設5班。
社堂
現時社別共有6個，分別為Dorcas、Martha、Mary、Phoebe、Priscilla、Ruth。

## 聯課活動
學術
- 英文學會 English Society
- 英文辯論學會 English Debating Society
- 英文演講學會 Toastmaster Society
- 英語戲劇學會 English Drama Society
- 歐洲語言學會 European Languages Society
- 日文學會 Japanese Society
- 韓文學會 Korean Society
- 中文學會 Chinese Society
- 中文辯論學會 Chinese Debating Society
- 普通話學會 Putonghua Society
- 雅悅軒文化小組 Chinese Literature & Culture Society
- 數學學會 Mathematics Society
- 歷史及考古學會 History & Archeology Society
- 科學學會 Science Society

醫學及創科
- 醫學會 Medical Club
- STEAM學會 STEAM Society
- 創客及機械人學會 Maker and Robot Club
- 3D建模學會3D Modeling Society
- 資訊科技學會 Information & Technology Union
- 數碼藝術及宣傳學會 Digital Art & Publicity Club
- 健康小組 Health Club

藝術及體育
- 管弦樂團 Orchestra
- 弦樂小組 Strings Society
- 合唱團 Choir
- 音樂學會 Music Society
- 音樂欣賞學會 Music Appreciation Society
- 樂器班 Musical Instrument Classes
- 美術學會 Art Club
- 戲劇學會 Drama Club
- 舞蹈學會 Dance Society
- 羽毛球學會 Badminton Club
- 體育學會 Sports Society
- 跳繩學會 Cat'z Jump Club
- 乒乓球學會 Table Tennis Club

服務
- 聖傑靈團契 St. Catharine's Fellowship
- 學生會 Student Union
- 傳媒學會 News & Media Society
- 聖約翰救傷隊 St. John Ambulance Brigade Youth Command
- 香港青年獎勵計劃 The Hong Kong Award for Young People
- 女童軍 Girl Guides
- 少年警訊 Junior Police Call
- 公益少年團 Community Youth Club
- 綠色小組 Green Society
- 訓導組 Discipline Team
- 輔導組 Guidance Services Team.
- 圖書館學會 Library Club
- 德育及公民教育學會 Moral and Civic Education Society
- 升學就業輔導學會 Careers Guidance Society

興趣
- 手語學會 Sign Language Club
- 美容化粧學會 Beauty Club
- 寶石鑑賞學會 Gemstones Appreciation Club
- 桌上遊戲學會 Board Games Club
- 攝影學會 Photography Club
- 手工藝學會 Handicraft Club

體育校隊
- 手球校隊 Handball Team
- 籃球校隊 Basketball Team
- 羽毛球校隊 Badminton Team
- 乒乓球校隊 Table Tennis Team
- 跳繩校隊 Cat'z Jump Team
- 足毽校隊 Shuttlecock Team
- 游泳校隊 Swimming Team
- 排球隊 Volleyball team

## 出版刊物
- 校訊
- 學生報《靈聲》[2]《靈聲》（页面存档备份，存于）
- 中文學會刊物《靈雨》

## 校友
醫學界
- 馬錦文：瑪麗醫院內科及腎病科顧問醫生、亞洲移植學會主席、前香港移植學會主席及當然成員
- 潘雪冰：前醫管局北區醫院病理部病理學主管、前聯合醫院病理部副顧問醫生
- 譚小瑩：美國輝瑞科研製藥有限公司前醫院藥物及投標管理總監
- 奚小嫻：港怡醫院心臟科專科醫生、香港大學醫學院內科學系臨床助理教授
- 彭元宏：大埔醫院物理治療師、慈善機構「站起來」成員
- 王春美博士：香港大學牙醫學院公共衛生教授，2021年獲頒IADR Distinguished Scientist H. Trendley Dean Memorial Award

公共事業、建築及法律界
- 鄭美施：前環境局常任秘書長、前環境保護署署長、公務員敍用委員會主席
- 黃美芳：前廉政公署防止貪污處助理處長
- 尹平笑：律政司副法律政策專員（憲制事務）
- 陳翠兒：香港建築師學會理事、前香港建築中心董事、Axis of Spin建築事務所創辦人 [3]
- 李利敏：香港賽馬會慈善事務副總經理
- 顧正瑤：香港民航處航空交通控制主任

教育界
- 蕭愛鈴博士：嶺南大學社會科學院前院長、嶺南大學聯益應用心理學講座教授，連續四年被美國史丹佛大學列為排名全球前2%的科學家之一
- 張美珍博士：前香港中文大學崇基學院院務主任
- 黃慧貞博士：香港中文大學神學院名譽教授 [4]
- 金惠玲：前農圃道官立小學校長、前官立小學校長協會主席
- 吳韡春：十八鄉鄉事委員會公益社中學創校校長、香港教育大學客席講師
- 談鳳儀：胡素貞博士紀念學校前校長

設計及藝術界別
- 譚燕玉（Vivienne Tam）：著名國際時裝設計師，Vivienne Tam品牌創辦人 [5]
- 張碧珊：紐約無盡山脈音樂節駐節指揮、前美國阿爾圖納交響樂團音樂總監及指揮、前美國交響樂團駐團指揮、前香港小交響樂團指揮，曾獲頒表揚最具潛質女指揮的法莉塔指揮大獎 [6]
- 何黎敏怡：香港管弦樂團前行政總監、中國音樂家協會交響樂團聯盟理事會副主席、香港藝術人員協會前主席、香港域多利獅子會前副主席 [7]
- 鄒蘊盈（Carrie Chau）：著名畫家，盲頭烏蠅（Blind Fly）及黑羊（Black Sheep）創作人 [8]

傳媒及公關界別
- 李錦文：電影監製，「海的盡頭是草原」榮獲最佳亞洲華語片金像獎
- 韋佩文：香港電台署理總監（製作事務）
- 盧靜雯：渣打銀行（香港）公共事務處企業及業務傳訊副董事

演藝及運動界別
- 李紫昕：香港兒歌歌手及作曲家、電台唱片騎師 [9]
- 鄭嘉欣 (Scarlett Cheng Ka Yan) ：莎拉，香港賽馬節目女主持，香港賽馬會節目《膽識過人》主持及商業電台《一馬當先》主持。
- 吳芷晴：香港動作特技演員，曾獲邀到英國拍攝Netflix電影 [10]
- 翟司琳：C Lam，亞洲十大模特兒
- 劉文娟：前香港歌手，夢劇院成員之一
- 張沅薇：前藝人，曾主持《閃電傳真機》及出演《刑事偵緝檔案II》
- 陳欣茵：無綫電視藝人，曾主持《後生仔傾吓偈》
- 施羽靈：播客《333 on air 三字經》創辦人
- 馮凱淇：歌手
- 譚顯晴：前香港青年軍及港隊沙灘排球代表，曾入選美國大學聯賽密蘇里山谷聯盟最佳陣容 [11]

其他
- 張葆瑜（Bonnie Yves）： Yves Kitchen手工果醬品牌創辦人，出版多本創意食譜書籍

## 參閱
- 香港教育
- 香港中學教育
- 香港中學列表

## 外部連結
- 聖傑靈女子中學 （页面存档备份，存于）